# Louis Diercxsens
Louis Diercxsens (28 de setembre de 1898 - 21 d'abril de 1992) va ser un jugador d'hoquei sobre herba belga que va competir a començaments del segle xx.
El 1920 va prendre part en els Jocs Olímpics d'Anvers, on va guanyar la medalla de bronze com a membre de l'equip belga en la competició d'hoquei sobre herba.
Vuit anys més tard, als Jocs d'Amsterdam, finalitzà en quarta posició en la competició d'hoquei sobre herba.